# Sándy Péter
Sándy Péter (Budapest, 1937 –) építészmérnök. Minisztériumi levegőtisztaság-védelmi munkaköre során az ENSZ egyik genfi székhelyű albizottságában Magyarország szakmai képviseletét látta el.

## Szakmai tevékenysége
A Budapesti Városépítési Tervező Irodanál (BUVÁTI) kezdte pályafutását, majd 1968-tól az Építésügyi és Városfejlesztési Minisztérium Igazgatási Főosztályán a levegőtisztaság-védelmi feladattal kapcsolatos tevékenység szervezésének keretében településrendezési tervek készítése, felülvizsgálata valamint területegységek terhelési és védelmi szempontjainak kidolgozása, jogszabályba foglalása volt feladatköre. Ezt követően a Településrendezési Főosztályon a Dél-dunántúli régiók felülvizsgálati-módosítási tervtanácsi gondozásáért, illetve minisztériumi és helyi-települési kezdeményezésre készülő terveket megelőző tervpályázatok kiírásáért, előkészítéséért és egyeztetéséért volt felelős. Levegőtisztaság-védelmi munkaköre során az ENSZ egyik Genfi székhelyű albizottságában Magyarország szakmai képviseletét látta el.

## Külső hivatkozások
- http://www.foto.bme.hu